# Anita Szapira
Anita Szapira (hebr. אניטה שפירא, ang. Anita Shapira) (ur. 1940 w Warszawie) – izraelska historyk, specjalistka w dziedzinie historii Izraela.

## Życiorys
Urodziła się w 1940 w Warszawie, w rodzinie polskich Żydów, którzy przeżyli wojnę i w 1947 wyemigrowali do Palestyny. Początkowo mieszkali w Tel Awiwie, a następnie przenieśli się do Jad Elijjahu. Anita Szapira studiowała na Wydziale Historii Ogólnej i Narodu Żydowskiego na Uniwersytecie Telawiwskim, w 1968 obroniła pracę magisterską u Szelomo Neemana o politycznym rozwoju Batalionów Pracy. Sześć lat później obroniła doktorat u prof. Daniela Capri, którego tematem była „Żydowska walka o pracę w latach 1929-1939”. W 1981 uzyskała tytuł profesora nadzwyczajnego, a pięć lat później tytuł profesora zwyczajnego. Od 1985 jest profesorem Uniwersytetu w Tel Awiwie, w latach 1990–1995 pełniła tam funkcję dziekana Wydziału Humanistycznego. Równocześnie od 1985 do 1989 była członkiem Komisji Planowania i Budżetu przy Radzie Głównej Szkolnictwa Wyższego. W 1988 weszła w skład zarządu Zalman Shazar Institute, a od 1995 przewodniczy „Ruben Merenfeld Chair for the Study of Zionism”. Należy do grona współzałożycieli powstałego w 1996 Yitzhak Rabin Center for Izrael Studies, w 2002 została prezesem Fundacji Pamięci Kultury Żydowskiej i pełniła tę funkcję przez sześć lat. Obecnie jest członkiem Rady Redakcyjnej „Jewish Review of Books”.
Praca naukowa Anity Shapiry dotyczy historii społeczności żydowskiej w Palestynie i powstającym Izraelu, w jej pracach poruszane są kwestie społeczne, kulturowe, społeczne i intelektualne. Pierwsza książka powstała w oparciu o pracę doktorską i dotyczy uwarunkowań rynku pracy w latach 20. i 30. XX wieku, w tym kontrowersyjnej polityki wobec ludności arabskiej i konfliktów społecznych na tym tle. W następnej książce, będącej biografią Berla Katznelsona opisała historię, ruchy społeczne i kulturowe osadnictwa żydowskiego w Palestynie począwszy od drugiej aliji do wybuchu II wojny światowej. Przy pracach nad biografią Jigala Allona autorka zainspirowana publikacją artykułu Menachema Begina o przyczynach wojny Izraela z Libanem zwróciła uwagę na zupełnie inny temat, jej uwagę przykuł fakt, że dla wypełnienia misji ruchu syjonistycznego należy przy braku innych rozwiązań wybierać przemoc. Anita Szapira prześledziła początki i historię Palmach, jego działanie w Palestynie i przekształcenie w Siły Obronne Izraela. W efekcie jej trzecia książka składa się z dwóch zupełnie różnych części. Po jej wydaniu autorska skupiła swoją uwagę na zagadnieniach związanych z kulturą i pamięcią zbiorową w oparciu o opowiadanie Jizhara Smilanskiego „Kirbet Khizeh” i walkom o wzgórza Latrun, badała również postawy społeczeństwa wobec Holokaustu i ludzi, którzy przez niego przeszli i przeżyli. Następnie napisała pracę dotyczącą zmniejszającego się znaczenia Biblii w tożsamości współczesnych Izraelczyków. W latach 1999–2007 stworzyła zbiór artykułów, nawiązujących do tematu tożsamości współczesnego narodu izraelskiego w oparciu o jego historię i tradycje kulturowe. W maju 2018 roku ukazały się w Polsce nakładem Wydawnictwa Akademickiego Dialog dwie książki prof. Anity Shapiry. Pierwszą z nich jest „Historia Izraela”, która przedstawia historię państwa Izrael od kształtowania się ruchu syjonistycznego w XIX w. do czasów współczesnych. Druga z nich to „Ben Gurion. Twórca współczesnego Izraela”, która przedstawia losy urodzonego w Płońsku, pierwszego premiera Izraela, Dawida Ben Guriona.

## Twórczość (książki)
- Berl Katznelson : The Biography of a Socialist Zionist, Cambridge University Press, 1984, ISBN 0-521-25618-6
- Land and Power: The Zionist Resort to Force, 1881-1948, Oxford University Press, 1992, ISBN 0-19-506104-7
- Yigal Allon, Native Son: A Biography, University of Pennsylvania Press, 2007, ISBN 978-0-8122-4028-3
- L'imaginaire d'Israël : histoire d'une culture politique., Calmann-Lévy, 2005, ISBN 978-2702136331.
- Ben Gurion: Twórca współczesnego Izraela, Dialog/OBnT, 2018, ISBN 978-83-8002-745-9
- Historia Izraela, Dialog, 2018, ISBN 978-83-8002-752-7